# Tino Rossi
Constantin "Tino" Rossi (sinh ngày 29 tháng 4 năm 1907 - mất ngày 26 tháng 9 năm 1983) là một ca sĩ và diễn viên điện ảnh người Pháp. Rossi, sinh ra ở Ajaccio, Corsica, có năng khiếu về giọng hát rất phù hợp với opera. Ông trở thành một người hát tenor theo phong cách cabaret Pháp. Sau đó, anh đã tham gia diễn xuất trong nhiều bộ phim. Trong sự nghiệp của mình, anh đã thu âm hàng trăm bài hát và anh đã xuất hiện trong hơn 25 bộ phim, trong đó đáng chú ý nhất là sản phẩm năm 1954, Si Versailles m'était conté... của đạo diễn Sacha Guitry. Những bản ballad lãng mạn của anh đặc biệt cuốn hút phái nữ và những bài hát nghệ thuật của anh bởi Jules Massenet (1842–1912), Reynaldo Hahn (1875–1947), và của các nhà soạn nhạc khác, đã bán vé hết rạp ở bất cứ nơi nào anh biểu diễn.
Bài hát của ông, Petit Papa Noël, phát hành năm 1946, vẫn là bài hát bán chạy nhất trong lịch sử Pháp.
Ông mất tại Neuilly-sur-Seine (Hauts-de-Seine).

## Một số phim chọn lọc
- Marinella (1936)
- Lumières de Paris (1938)
- Fièvres [fr] (1942)
- The Island of Love (1944)
- Song of the Clouds (1946)
- The Unknown Singer (1947)
- The Pretty Miller Girl (1949)
- Marlene (1949)
- Sending of Flowers (1950)
- Paris Still Sings (1951)
- Si Versailles m'était conté... (1954)
- Tourments (1954).